# パリ・サンジェルマン・ハンドボール
パリ・サン＝ジェルマン・ハンドボール（Paris Saint-Germain Handball, PSG）は、フランス・パリに本拠地を置くハンドボールクラブ。LNHディヴィジオン・アン所属。

## 歴史
1941年にアニエール・スポーツとして創設。1985年にパリ・ラシン・アニエールへ改名。
1989年にパリ・アニエールへ改名。1992年にパリ・サンジェルマン傘下のクラブとなり、パリ・サンジェルマン・アニエールへ改名。
2002年にルイ・ニコランがクラブを買収し、パリ・ハンドボールへ改名。
2012年にパリ・サンジェルマンを運営するカタール投資庁によって買収され、現在のパリ・サンジェルマン・ハンドボールへ改名。2012-13年シーズンでリーグ初優勝を果たした。
2023–25年に3年連続来日。プレシーズンマッチを行った。

## 選手・スタッフ

### 現役選手
| #                 | 国             | Pos. | 選手名                                               | 備考         |
| ----------------- | -------------- | ---- | ---------------------------------------------------- | ------------ |
| 3                 | ドイツの旗     | LW   | ウーヴェ・ゲンスハイマー (Uwe Gensheimer)            |              |
| 7                 | クロアチアの旗 | RB   | ルカ・ステパンチッチ (Luka Stepancic)                |              |
| 9                 | フランスの旗   | LW   | アダマ・ケイタ (Adama Keïta)                         |              |
| 10                | ノルウェーの旗 | CB   | サンダー・サゴセン (Sander Sagosen)                  |              |
| 11                | フランスの旗   | RW   | ブノワ・コンクウ (Benoît Kounkoud)                   |              |
| 12                | スペインの旗   | GK   | ロドリゴ・コラレス (Rodrigo Corrales)                |              |
| 15                | デンマークの旗 | PV   | ヘンリク・トフト・ハンセン (Henrik Toft Hansen)      | 2018年度加入 |
| 16                | フランスの旗   | GK   | ティエリー・オメイエール (Thierry Omeyer)            |              |
| 18                | フランスの旗   | RB   | ネディム・レミリ (Nedim Remili)                      |              |
| 19                | フランスの旗   | RW   | リュック・アバロ (Luc Abalo)                         |              |
| 22                | フランスの旗   | PV   | ルカ・カラバティッチ (Luka Karabatic)                |              |
| 23                | スペインの旗   | PV   | ビラン・モロス (Viran Morros)                        | 2018年度加入 |
| 24                | デンマークの旗 | LB   | ミケル・ハンセン (Mikkel Hansen)                     |              |
| 44                | フランスの旗   | CB   | ニコラ・カラバティッチ (Nikola Karabatic)            |              |
| 60                | デンマークの旗 | LB   | キム・エクダール・ドゥ・リーツ (Kim Ekdahl du Rietz) | 2018年度加入 |
| 99                | フランスの旗   | LW   | ディラン・ナヒ (Dylan Nahi)                          |              |
| 2018年4月30日更新 |                |      |                                                      |              |

## 獲得タイトル
- LNHディヴィジョン1優勝：5回
  - 2012-13年、2014-15年、2015-16年、2016-17年、2017-18年
- LNHディヴィジョン2優勝：2回
  - 1989-90年、2009-10年